# NGC 7243
NGC 7243 (noto anche come C 16) è un brillante ammasso aperto visibile nella costellazione boreale della Lucertola.

## Osservazione

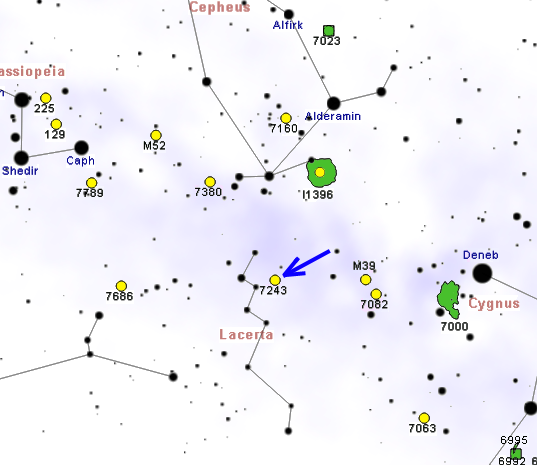
Mappa per individuare NGC 7243.

Si individua con facilità 2 gradi ad ovest della stella α Lacertae, di magnitudine 3,76; le sue componenti più luminose sono di ottava e nona magnitudine, il che permette di poter essere osservate anche con un binocolo 10x50. Per risolvere in modo soddisfacente l'oggetto occorrono però strumenti come telescopi da 100mm di apertura, attraverso il quale possono essere viste decine di stelle fino alla magnitudine 11,5; strumenti da 150mm ne permettono una piena risoluzione anche a bassi ingrandimenti.
NGC 7243 ha una declinazione moderatamente boreale, pertanto si presenta circumpolare da buona parte dell'emisfero nord, fino alle latitudini mediterranee settentrionali; sebbene il periodo in cui raggiunge la sua massima altezza nel cielo serale sia compreso fra i mesi di agosto e novembre, nell'emisfero nord resta visibile per gran parte delle notti dell'anno. Dall'emisfero sud, al contrario, la sua visibilità è limitata alle regioni comprese fra l'equatore e le latitudini temperate medie.

## Storia delle osservazioni
NGC 7243 venne individuato per la prima volta da William Herschel nel 1788, assieme a numerosi altri oggetti circostanti, attraverso un telescopio riflettore da 18,7 pollici; suo figlio John Herschel lo inserì nel General Catalogue of Nebulae and Clusters col numero 2155.

## Caratteristiche
NGC 7243 è un ammasso aperto piuttosto cospicuo e di evoluzione intermedia, situato sul Braccio di Orione alla distanza di circa 808 parsec (2630 anni luce), in una regione attigua alle grandi associazioni OB delle regioni di formazione stellare di Cefeo. La sua età è superiore ai 100 milioni di anni.
L'ammasso non è molto concentrato e si lascia risolvere con facilità; la sua parte sudoccidentale mostra delle concatenazioni semicircolari di stelle. Alcuni scienziati hanno avanzato nel corso del tempo dei dubbi che si trattasse di un ammasso aperto vero e proprio, e che potesse trattarsi invece di un agglomerato di stelle lontane fra loro, visibili in gruppo per un effetto di prospettiva; il satellite Hipparcos ha calcolato il moto proprio di alcune componenti, ed è emerso che soltanto poche delle stelle visibili entro 20' dal presunto centro dell'ammasso appartengono effettivamente ad un ammasso aperto.

## Note

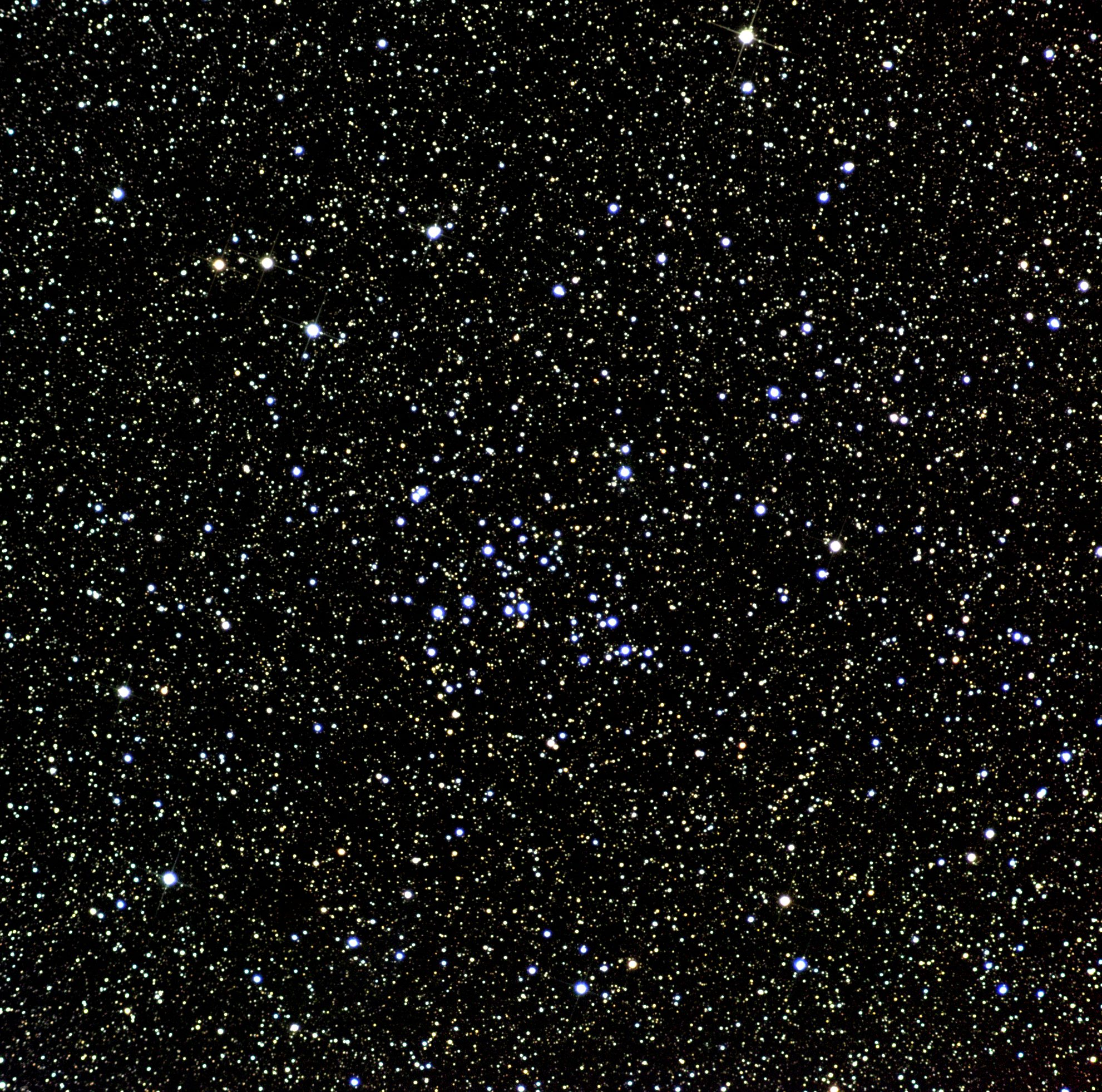
NGC 7243 (amatoriale)

### Libri
- (EN) Stephen James O'Meara, Deep Sky Companions: The Caldwell Objects, Cambridge University Press, 2003, ISBN 0-521-55332-6.

### Carte celesti
- Tirion, Rappaport, Lovi, Uranometria 2000.0 - Volume I - The Northern Hemisphere to -6°, Richmond, Virginia, USA, Willmann-Bell, inc., 1987, ISBN 0-943396-14-X.
- Tirion, Sinnott, Sky Atlas 2000.0 - Second Edition, Cambridge, USA, Cambridge University Press, 1998, ISBN 0-933346-90-5.
- Tirion, The Cambridge Star Atlas 2000.0, 3ª ed., Cambridge, USA, Cambridge University Press, 2001, ISBN 0-521-80084-6.